# 紡織工站 (塔甘卡-紅普列斯尼亞線)
紡織工站（羅馬化：Tekstilshchiki）是莫斯科地鐵塔甘卡－紅普列斯尼亞線的一個車站，開通於1966年12月31日。車站的設計者是Robert Pogrebnoy。紡織工站日均客流量達103,100人。